# Horst Arloth
Horst Arloth (* 29. Oktober 1925 in Niedergrunstedt; † 20. April 2018 in Weimar) war ein deutscher Drucker und Hochschullehrer.

## Leben und Werk
Arloth absolvierte nach der Rückkehr aus Krieg und Gefangenschaft eine Ausbildung zum Steindrucker und arbeitete in diesem Beruf in der Weimarer Druckerei Reineck & Klein. 1950 wurde er Leiter der Lithographischen Werkstatt der Hochschule für Baukunst und bildende Künste Weimar. Hier druckte er zusammen mit Arno Fehringer u. a. die frühen Lithographien von Gerhard Altenbourg. Nach der 1952 erfolgten Auflösung der Werkstatt wechselte er an die Hochschule für Grafik und Buchkunst Leipzig. Dort baute er eine leistungsstarke Werkstatt für Lithographie auf, deren Leiter er von 1954 bis zum Eintritt in den Ruhestand 1989 war. Von 1977 bis 1989 war Arloth an der Hochschule außerdem Dozent für Lithographie.
Arloth begleitete ganze Generationen von Kunststudentinnen und -studenten mit seinem fachlichen Wissen und Können. Auch Künstler außerhalb des Schulbetriebs, u. a. Gerhard Altenbourg und Peter Sylvester, nahmen seine fachliche Kompetenz in Anspruch. Arloth war einer der bedeutendsten Drucker in der DDR. Er übernahm die Bearbeitung der Originalsteine und den Druck von Arbeiten einer Vielzahl von Künstlern, darunter Gerhard Altenbourg, Bernhard Heisig (u. a. 24 Lithographien zu Ludwig Renn Krieg und Zyklus von Lithographien Faschistischer Alptraum), Günter Horlbeck (u. a. Bearbeitung der Steine für die 15 Lithographien zum Buch von Johannes R. Becher Hymne an die Schönheit), Rolf Kuhrt, Ursula Mattheuer-Neustädt, Hans Mayer-Foreyt, HAP Grieshaber, Ulrich Hachulla, Harald Metzkes (u. a. Die Versuchung des heiligen Antonius, Kreidelithographie, 1978), Rolf Münzner (u. a. Atelier I, Schablithographie, 1978), Wolfgang Peuker, Günter Richter, Arno Rink (u. a. Versuchung, Lithographie, 1983) und Werner Tübke (u. a. Vom schöneren Tod. Bauernkriegsbilder, sechs Kreidelithographien, 1981).
1990 zog Arloth mit seiner Frau Johanna (1927–2019), die er 1947 heiratete, nach Oberweimar. Ab dem Jahre 2016 verbrachten er mit ihr seinen Lebensabend im Altenheim der Marie-Seebach-Stiftung in Weimar.
Arloths Grabstelle befindet sich auf dem Friedhof in Niedergrunstedt.

## Ausstellungen (Auswahl)
- 1975 Leipzig, Galerie am Sachsenplatz (Lithographie, gedruckt von Horst Arloth)
- 2000 Weimar, Stadtbücherei (Der Steindrucker Horst Arloth. Ein Leben für die Lithografie.)

## Darstellung Arloths in der bildenden Kunst der DDR
- Fritz Fröhlich: Horst Arloth. Lithographie, 1959/2002[6]
- Bernhard Heisig: Steindrucker Arloth (Lithografie, 56 × 44 cm, 1966)[7]
- Maud Tutsche (* 1965): Horst Arloth, Lithographie 2004
- Ernst August Zimmermann (* 1939): Horst Arloth, zu seinem 75sten. Kreidelitho, 2000[8]